# Fred Wise
Fred Wise (27 de maio de 1915 - Nova Iorque, Nova Iorque - 18 de janeiro de 1966 - Nova Iorque, Nova Iorque) foi um letrista americano. Algumas de suas composições foram gravadas por Elvis Presley, como "Danny", "Fame and Fortune", "Rock a Hula Baby", "Wooden Heart" (versão de uma canção alemã) entre outras.